# Дудник, Григорий Сергеевич
Григорий Сергеевич Дудник (25 ноября [8 декабря] 1908, Мечиславка, Подольская губерния — 5 мая 1991, Краснодар) — советский военачальник, генерал-лейтенант (1963).

## Биография
Родился в селе Мечиславка, ныне в Кировоградской области, Украина. Украинец.
С апреля 1926 года учился на автотракторных курсах и подготовительных курсах для поступления в сельскохозяйственный институт в городе Киев, затем с июня 1927 года работал бригадиром-трактористом в совхозе «Затишье» Уманского района, с августа 1929 года — председателем Ладыженского райпрофсовета.

### Военная служба

#### Межвоенное время
25 октября 1930 года призван в РККА и зачислен в команду одногодичников 297-го стрелкового полка 99-й стрелковой дивизии УВО в городе Умань, по ее окончании с мая 1931 года командовал взводом в том же полку. Член КПСС с 1931 года. С мая 1932 по май 1933 года учился в Полтавской военно-политической школе, по окончании служил в 39-м стрелковом полку 13-й стрелковой дивизии СКВО политруком стрелковой роты и полковой школы, начальником клуба. В мае 1936 года переведен в БВО, где проходил службу начальником клуба 148-го отдельного строительного батальона, с декабря — командиром отдельной автотранспортной роты 153-го отдельного строительного батальона. С января 1938 года исполнял должность пом. начальника 4-й (разведывательной), а с апреля — 1-й (оперативной) части штаба 2-й Белорусской стрелковой дивизии в городе Минск. С сентября был начальником 4-го отделения штаба 16-го стрелкового корпуса БОВО. В мае 1939 года направлен на учебу в Военную академию РККА им. М. В. Фрунзе.

#### Великая Отечественная война
С началом войны в июле 1941 года майор Дудник выпущен из академии и назначен начальником 1-го (оперативного) отделения штаба 297-й стрелковой дивизии ХВО, находившейся на формировании в городе Лубны. В августе она убыла на Юго-Западный фронт и в составе 38-й армии участвовала в Киевской оборонительной операции, в боях севернее Кременчуга. В сентябре — октябре 1941 года дивизия входила в состав 5-го кавалерийского корпуса, затем 8 октября была подчинена 21-й армии и вела оборонительные бои по реке Северский Донец севернее Белгорода. 17 ноября 1941 года в бою у с. Ярешки Полтавской области Дудник был контужен. За боевые отличия в этих операциях он был награжден орденом Красного Знамени (6.11.1941). С мая 1942 года дивизия участвовала в Харьковском сражении (на правом крыле 21-й армии), затем в Воронежско-Ворошиловградской оборонителнной операции. В июле она была расформирована, а подполковник Дудник переведен на должность начальника штаба 293-й стрелковой дивизии этой же 21-й армии. В том же месяце в районе города Старый Оскол он был тяжело ранен, по выходе из госпиталя вновь вернулся в прежнюю дивизию, которая в это время находилась на формировании в Юж.-УрВО. В октябре 1942 года вновь сформированная дивизия была переброшена под Сталинград и с 17 октября находилась в резерве Донского фронта, затем в конце месяца вошла в 63-ю армию и оборонялась на правом берегу Дона в районе Староклетской, Пузинский, Караменский, Северный. С 19 ноября 1942 года ее части участвовали в контрнаступлении под Сталинградом (в районе Голубинсий и Илларионовский). С 13 декабря 1942 по 10 января 1943 года дивизия находилась в обороне во втором эшелоне 21-й армии, затем вела бои непосредственно в Сталинграде до полного уничтожения окруженной сталинградской группировки противника. Приказом НКО от 21 января 1943 года за успешные боевые действия она была переименована в 66-ю гвардейскую. По окончании Сталинградской битвы дивизия вошла в подчинение 63-й армии, затем перешла в 66-ю армию Сталинградской группы войск и сосредоточилась в районе Карповка. В марте — апреле 1943 года она была передислоцирована в Степной ВО. В апреле полковник Дудник назначен начальником штаба 32-го стрелкового корпуса этого же округа. В июле корпус вошел в состав 5-й гвардейской армии Воронежского фронта и участвовал в Курской битве. 24 июля в районе пос. Томаровка Белгородской обл. (под г. Обоянь) он был тяжело ранен и до 20 апреля 1944 года находился в госпитале, затем вновь вернулся на должность зам. командира 32-го гвардейского стрелкового корпуса. Летом 1944 года корпус принимал участие в Львовско-Сандомирской наступательной операции, затем вел бои за сандомирский плацдарм. 10 сентября 1944 года в боях на плацдарме Дудник вновь был тяжело ранен и до октября лечился в госпитале, затем вернулся в корпус. С января 1945 года в составе той же 5-й гвардейской армии 1-го Украинского фронта участвовал в Сандомирско-Силезской, Нижнесилезской и Верхнесилезской наступательных операциях. 11 апреля 1945 года он был допущен к командованию 147-й стрелковой дивизией и участвовал с ней в Берлинской и Пражской наступательных операциях.

#### Послевоенная карьера
После войны продолжал командовать той же дивизией в Львовском ВО и ПрикВО. В июле 1946 года переведен в ГСОВГ начальником отдела боевой и физической подготовки 3-й ударной армии. С сентября 1947 года по ноябрь 1948 года находился на учебе на курсах усовершенствования командиров стрелковых дивизий при Военной академии им. М. В. Фрунзе, затем в феврале 1949 года назначен командиром 8-й пулеметно-артиллерийской дивизии ЗабВО. С августа 1953 года в том же округе командовал 94-й стрелковой дивизией. С 29 ноября 1954 года по 29 сентября 1955 года проходил подготовку на ВАК при Высшей военной академии им. К. Е. Ворошилова, затем был назначен командиром 22-го стрелкового корпуса ЗакВО. С сентября 1956 года в том же округе исполнял должность командира 19-го стрелкового корпуса. С декабря 1957 года командовал 28-м армейским корпусом ПрикВО, а с июля 1960 г. — 29-м стрелковым корпусом СКВО. С 17 по 31 октября 1961 года делегат XXII съезда КПСС. 25 апреля 1967 года генерал-лейтенант Дудник уволен в запас.

## Воинские звания
- капитан (05.11.1938);
- майор (28.07.1941);
- подполковник (11.04.1942);
- полковник (22.02.1943);
- генерал-майор (03.08.1953);
- генерал-лейтенант (22.02.1963).

## Награды
СССР
- орден Ленина (30.12.1956)[2]
- два ордена Красного Знамени (06.11.1941, 17.05.1951[2])
- орден Суворова II степени (06.04.1945)
- орден Кутузова II степени (23.09.1944)
- два ордена Отечественной войны I степени (28.09.1943, 06.04.1985)
- два ордена Красной Звезды (04.02.1943, 30.04.1946[2])
- медали в том числе:
  - «За боевые заслуги» (03.11.1944)[2]
  - «За оборону Сталинграда»
  - «За оборону Киева»
  - «За Победу над Германией в Великой Отечественной войне 1941—1945 гг.» (1945)
  - «За освобождение Праги» (1945)
  - «Ветеран Вооружённых Сил СССР» (1976)
- знак «50 лет пребывания в КПСС»

Других государств
- Чехословацкий Военный крест (ЧССР)
- Дукельская памятная медаль (ЧССР)